# ニチレイアセロラドリンク

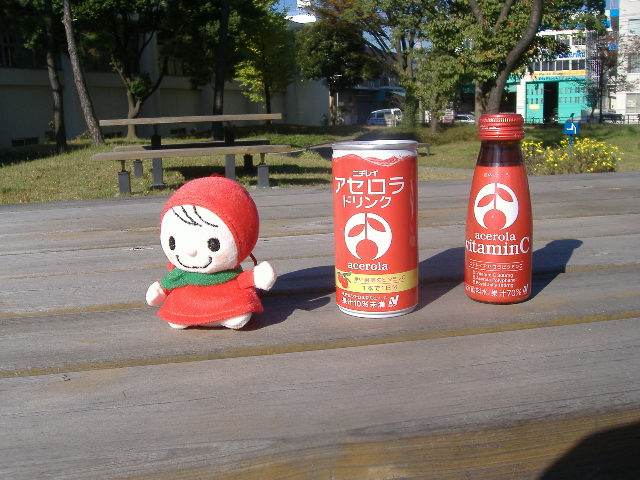
190g缶と、75ml瓶の「アセロラビタミンC」

ニチレイアセロラドリンクは、アセロラを主原料とする清涼飲料水。現在はニチレイが原料を供給し、サントリー食品インターナショナルがブランドオーナーとして製造、同社子会社のサントリーフーズが販売を行っている。

## 概要
ニチレイはかつてブラジルにおいて捕鯨事業を行っていたが、1982年に国際捕鯨委員会により商業捕鯨モラトリアムが決議され、捕鯨事業の継続が事実上困難となった。この後継事業として、1984年に南米原産のアセロラを使った商品を発売、1986年にはアセロラドリンクの発売を開始した。派生商品として日本ミルクコミュニティ（現・雪印メグミルク）と共同開発したアセロラヨーグルトや江崎グリコと共同開発したアセロラのど飴などが発売されていたが現在は発売されておらず、飲料が中心のラインナップとなっている。
2005年にニチレイは持株会社制に移行し、アセロラドリンクシリーズはニチレイフーズが製造販売を行うようになり、さらに、2008年6月2日からは原料調達をニチレイフーズ完全子会社のニチレイスーコが行うようになった。
2009年7月にはマスコットキャラクターとして「アセロラちゃん」を投入した。
そして、アセロラ関連事業以外に飲料を取り扱っていないニチレイは、経営資源を投入して販路を維持するより飲料専業事業者に事業譲渡したほうが得策と判断し、ニチレイ子会社のニチレイフーズとサントリーホールディングスの飲料・食品事業における子会社であるサントリー食品（現・サントリー食品インターナショナル）との間で業務用製品を除くアセロラ飲料事業の譲渡を発表。同年12月からサントリー食品での販売を開始した。
そして、2010年5月の全面リニューアルを機にサントリー食品へ事業移管され、サントリーの製品として本格展開を開始した（ただし、ニチレイのブランド名での販売を継続しているため、サントリーのコーポレートロゴは記されていない。事実上のライセンス契約）。なお、原料の供給は事業移管後も引き続きニチレイスーコが行う。また、チルド製品（アセロラCマイルド）については、従来どおり日本ミルクコミュニティ（現・雪印メグミルク）が販売する。
リニューアル後の売れ行きは顕著に現れ、リニューアル後約3ヶ月で年間販売目標である300万ケースを突破し、年間販売目標を500万ケースに上方修正。これは、2009年度の販売数量である237万ケースの2倍以上にあたる数値である。これはニチレイフーズがもつ冷凍技術による高品質に加え、サントリー食品が長年培ってきた飲料技術を生かしたリニューアルと積極的なマーケティング活動による相乗効果によるものである。この年の最終的な販売実績は前年比約2.5倍の600万ケースに達し、好調な売り上げを見せた。
また、サントリー食品（現・サントリー食品インターナショナル）と日本ミルクコミュニティ（現・雪印メグミルク）とのチルド飲料の販売に関する基本契約を締結したことにより、「ニチレイアセロラドリンク」の200ml紙パックについても、2011年春から雪印メグミルクを通じた一括販売に切り替えた。
2011年3月には炭酸飲料「ニチレイアセロラスカッシュ」を追加発売。本製品は2012年5月に「ニチレイアセロラソーダ」へ改名し、リニューアル発売された。
2013年5月にアセロラ果実由来100%のビタミンCを含有する新たな主力製品として「ニチレイ太陽のアセロラ」を発売（280mlPETは従来の「ニチレイアセロラリフレッシュ」からのリニューアルとなる）。同年9月には「ニチレイアセロラ」ブランドで初のホット専用製品「ニチレイほっとあたたまる太陽のアセロラ」を発売した。
2014年4月に「ニチレイアセロラドリンク」・「ニチレイ太陽のアセロラ」をリニューアル。新たに、ビタミンCを補給可能な栄養機能食品の表示が付加されたほか、「ニチレイ太陽のアセロラ」は味わいを強化。470mlPETは内容量を変更し、450ml入りとなった。同年6月には、ナトリウムを含み、ウォーキングや家事1時間分に相当するカロリーに設定した炭酸飲料「ニチレイパワーアセロラC」を発売した。
2015年4月にコラーゲン配合の「ニチレイアセロラコラーゲン」とローヤルゼリーエキスを配合した「ニチレイアセロラローヤルゼリー」をファミリーマート限定で発売。その翌月にはサントリー移管後初の製品だった「ニチレイアセロラリフレッシュ」を2年ぶりに発売（280mlPETは「ニチレイ太陽のアセロラ」からリニューアル）。ラベルやボトルキャップが黄緑に変更した。同時に、「ニチレイアセロラドリンク」もパッケージリニューアルした。同年7月にはアセロラ果汁入り炭酸飲料「ニチレイアセロラスカッシュ」を約3年2ヶ月ぶりにパッケージリニューアルの上復活発売した。
2016年4月にニチレイスーコがニチレイフーズに吸収される。フーズ社からアセロラを配合したサプリメントが発売されている。
2017年2月には、以前発売されていた炭酸飲料「ニチレイアセロラソーダ」を190ml×6缶パックの形態に変更し、復活発売した（なお、「C.C.レモン」と「ペプシ ストロング」にも190ml×6缶パックを設定し、「ニチレイアセロラソーダ」と同じ日に発売されている）。
2019年6月には、ひとつまみの国産海塩を加えた「ニチレイ太陽の塩アセロラ」を発売。ボトルのまま冷凍が可能な冷凍兼用ボトルを採用する。

## ラインナップ
現在発売されている製品はサントリーフーズが販売（「ニチレイアセロラドリンク」の200ml紙パックのみ、雪印メグミルクを通じて販売）している。果汁含有量は全製品10%未満である。
- ニチレイアセロラドリンク（190g缶/200ml紙パック/900gペット）
- ニチレイアセロラリフレッシュ（280mlPET/430mlPET）
- ニチレイ太陽の塩アセロラ（490mlPET）